# 戸次親家
戸次 親家（べっき ちかいえ）は、戦国時代の武将。豊後国の戦国大名・大友氏の家臣。大友氏の支流・戸次氏の当主。官位は常陸介。豊後国鎧ケ岳城主。
父は戸次親宣、妻は由布惟常の女・正光院、継室は臼杵長景の女・養孝院。
子に清田鑑綱室、一万田親泰室、安東家忠室、戸次鑑連（立花道雪）、立花鑑高室、戸次親方正室、利光鑑教正室、戸次親繁室。
ほか戸次鑑方、戸次親行や娘がいたが、いずれ親家の実子ではない、彼の継室・養孝院が戸次一族興盛のため、他家より引き連れの子と考えられる。
伯父に戸次親続、叔父に戸次親延、戸次親就。

## 略歴
大友氏庶流の戸次親宣の子として生まれた。大友氏の一門であったが、家運は大きく衰えており、本貫地の戸次庄も失って没落していた。親家の代でもその衰運を覆すことはできなかった。また、親家自身病弱で臥せがちだったため、出仕すらままならない状態も多かったという。
1526年、大内氏が佐野親基・問田重安を豊前国に侵入させ、豊前国の要衝馬ヶ岳城を占拠した際には、病に臥せっていたため、嫡男の戸次鑑連を出陣させた。鑑連は若年でありながらも奮戦し、勲功を挙げた。息子の成長に安堵した親家は、同年に死去。家督は鑑連が継いだ。